# Bowbells
Bowbells är administrativ huvudort i Burke County i North Dakota. Enligt 2020 års folkräkning hade Bowbells 301 invånare.